# Šitbořice
Šitbořice är en ort i Tjeckien.   Den ligger i regionen Södra Mähren, i den sydöstra delen av landet, 210 km sydost om huvudstaden Prag. Šitbořice ligger 259 meter över havet och antalet invånare är 1 958.
Terrängen runt Šitbořice är platt. Runt Šitbořice är det ganska tätbefolkat, med 100 invånare per kvadratkilometer. Närmaste större samhälle är Hustopeče, 8,7 km söder om Šitbořice. Trakten runt Šitbořice består till största delen av jordbruksmark.